# Homonym hemianopsi

Visualisering av synfältet vid högersidig homonym hemianopsi.

Homonym hemianopsi betecknar synförlust som är likadan på båda ögonen, utifrån ögats mittlinje och åt höger eller vänster. Den kan exempelvis uppstå vid skada i temporallob eller occipitallob.

## Etymologi
- Homo- - samma
- -onym - ord
- Hemi- - halv
- -an-opsi - icke-seende